# Tim Elliott
Timothy Samuel Elliott, född 24 december 1986 i Wichita, är en amerikansk MMA-utövare som 2012–2015 och sedan 2016 tävlar i organisationen Ultimate Fighting Championship.